# Бондарук Віталій Анатолійович
Віта́лій Анато́лійович Бондару́к (11 листопада 1997 , Княжолука, Івано-Франківська область  — 25 березня 2022 , російський наступ на північ України (2022) ) — український військовослужбовець, старший лейтенант Збройних Сил України, учасник російсько-української війни, який відзначився і загинув під час відбиття російського вторгнення в Україну. Герой України (2022, посмертно).

## Життєпис
Віталій Бондарук народився 11 листопада 1997 року в селі Княжолука Долинського району Івано-Франківської области України.
Закінчив Долинський ліцей-інтернат, Львівський державний ліцей з посиленою військово-фізичною підготовкою імені Героїв Крут (2016), Національну академію сухопутних військ імені Гетьмана Петра Сагайдачного (2020).
Учасник ООС, близько року брав участь у російсько-українській війні.
Служив у 59-й окремій мотопіхотній бригаді імені Якова Гадзюка.
Загинув 25 березня 2022 року в боях з агресором поблизу села Таврійське Херсонського району Херсонської області. Потрапив у ворожу засідку, вступив у бій. Відмовився здаватися в полон і був розстріляний російськими військовими.
Похований 28 березня 2022 року в родинному селі.
Залишилися дружина, син, донька, батьки, сестра.
19 січня 2024 року під час церемонії у Маріїнському палаці Президент України Володимир Зеленський вручив 30 сертифікатів на отримання квартир військовослужбовцям Сил оборони, яким присвоєно звання Героя України, та родинам полеглих Героїв; один із сертифікатів було вручено рідним старшого лейтенанта Віталія Бондарука.

## Нагороди
- звання «Герой України» з удостоєнням ордена «Золота Зірка» (2022, посмертно) — за особисту мужність і героїзм, виявлені у захисті державного суверенітету та територіальної цілісності України, вірність військовій присязі[2].
- почесний громадянин м. Долина (2022, посмертно).
- почесний громадянин с. Княжолука (18 серпня 2022, посмертно)[джерело?].
- Нагрудний знак «Учасник АТО»[джерело?].